# Cheikh Sarr
Cheikh Tidiane Sarr (* 15. März 1987 in Lundtoft Kommune) ist ein ehemaliger dänischer Fußballspieler.

## Karriere
Cheikh Sarr begann bei Lundtofte BK. Dort spielte er bis zu seinem Wechsel in die Jugend des damaligen Erstligisten Lyngby BK. 2003 wechselte er in die Jugend des französischen Erstligisten Girondins Bordeaux. Aber nach nur einem Jahr kehrte er wieder zurück in die dänische Heimat und schloss sich wieder Lyngby BK. Fortan spielte er in der Profimannschaft. Mit Lyngby spielte er nur im Abstiegskampf.
In der Winterpause der Saison 2005/06 kehrte er Lyngby erneut den Rücken und wechselte zu Aarhus GF, mit der er ein halbes Jahr später abstieg. Aber nach nur einem Jahr stieg er wieder auf. 2009 kehrte er abermals zu Lyngby BK zurück. Diese spielten mittlerweile selber in der Viasat Sport Division, der zweiten dänischen Liga. Mit Lyngby BK gelang 2010 der Wiederaufstieg.